# 大小戴礼学派
大小戴礼学派是儒家学说的一个派系，创始人西汉成安县人（今河北邯郸市成安县）的戴德、戴圣叔侄二人。
戴德拜后仓为老师，学习《礼经》，又把自己所学到的《礼经》根据自己的理解传授给徒弟徐良，于是徐家世代传颂《礼经》。戴圣和戴德一样拜后仓为老师学习《礼经》，后参加了石渠阁辩论，他把自己所学的传授给桥仁和杨荣。桥仁家也是世代传颂戴圣所学习到的《礼经》。于是大小戴礼学派中又分为「徐氏学派」、「桥氏学派」和「杨氏学派」。
大小戴礼学派对《礼经》有着不同的见解，例如：“从生者”；“绝族无施服”；“以朋友有同道之思，加缌麻三个月”；“有大宗而无小宗者”等。知名学者有马融、王肃、郑玄以及郑玄的门生孙炎等。